# Verticillium leptobactrum
Verticillium leptobactrum är en svampart som beskrevs av W. Gams 1971. Verticillium leptobactrum ingår i släktet Verticillium och familjen Plectosphaerellaceae.   Inga underarter finns listade i Catalogue of Life.